# غراهام شو (لاعب كرة قدم)
غراهام شو (بالإنجليزية: Graham Shaw)‏ (7 يونيو 1967 في المملكة المتحدة - ) هو محامي ولاعب كرة قدم بريطاني في مركز الهجوم. لعب مع بريستون نورث إيند وستوك سيتي ونادي بليموث أرجايل ونادي روتشديل.

## وصلات خارجية
- غراهام شو على موقع قاعدة بيانات كرة القدم.إي يو (الإنجليزية)
- غراهام شو على موقع Soccerbase.com (لاعب) (الإنجليزية)